# Karl Schober (Politiker)
Karl Schober (* 3. November 1898 in Konstanz; † 11. Juni 1973 in Berlin) war ein deutscher Politiker (SPD).
Karl Schober besuchte eine Volksschule und wurde Kraftfahrer. Im Ersten Weltkrieg war er Soldat und wurde verwundet. Er wurde 1921 als schwerkriegsbeschädigt anerkannt und trat dem Reichsbund der Kriegsteilnehmer und Kriegsbeschädigten bei. Auch im Zweiten Weltkrieg wurde Schober von der Wehrmacht eingezogen, wurde dort Kraftfahrer und geriet anschließend in sowjetische Kriegsgefangenschaft.
Nach dem Krieg trat Schober 1945 in Berlin der SPD bei und wurde stellvertretender Bezirksvorsteher in der Bezirksverordnetenversammlung im Bezirk Prenzlauer Berg. Da Anna Schmidt nach West-Berlin übersiedelte, rückte Schober im April 1950 für acht Monate in die Stadtverordnetenversammlung von Groß-Berlin nach. Er war zuletzt der Aufsichtsratsvorsitzende der Wirtschaftsgenossenschaft Berliner Taxibesitzer eGmbH.